# Фестиваль Fantasporto 1989 года
Фестиваль фантастических фильмов «Fantasporto» (порт. IX Festival Internacional de Cinema Fantástico - Mostra de Cinema Fantástico) проходил с 3 по 12 февраля 1989 года в городе Порту (Португалия).

## Лауреаты конкурса полнометражных лент
- Лучший фильм — Обезьяна-убийца (Monkey Shines), режиссёр Джордж Ромеро, США
- Лучший режиссёр — Хосе Луис Куэрда за фильм «Живой лес» (Bosque animado), Испания, 1988
- Лучший актёр — Джереми Айронс в фильме «Связанные насмерть» (Dead Ringers), Канада, 1988, режиссёр Дэвид Кроненберг
- Лучшая актриса — Шарлотта Берк за роль в фильме «Бумажный дом» (Paperhouse), Великобритания, 1987, режиссёр Бернард Роуз
- Лучший сценарий — Джордж Ромеро за роль в фильме «Обезьяна-убийца» (Monkey Shines), США , 1987, режиссёр Джордж Ромеро
- Лучшие оператор — Джеффри Симпсон за работу к фильму «Полёт навигатора» (The Navigator), Новая Зеландия, 1987, режиссёр Винсент Уорд
- Приз критики — «Обезьяна-убийца» (Monkey Shines), США , 1987, режиссёр Джордж Ромеро
- Специальная премия — «Бумажный дом» (Paperhouse), Великобритания, 1987, режиссёр Бернард Роуз
- Приз зрителей — «Полёт навигатора» (The Navigator), Новая Зеландия, 1987, режиссёр Винсент Уорд